# Save Cup 2011
Il Save Cup 2011 è stato un torneo professionistico di tennis femminile giocato sulla terra rossa. È stata la 9ª edizione del torneo, che fa parte dell'ITF Women's Circuit nell'ambito dell'ITF Women's Circuit 2011. Si è giocato a Mestre in Italia dal 12 al 18 settembre 2011.

## Partecipanti

### Teste di serie
| Nazionalità | Giocatrice             | Ranking* | Testa di serie |
| ----------- | ---------------------- | -------- | -------------- |
| Germania    | Mona Barthel           | 99       | 1              |
| Rep. Ceca   | Renata Voráčová        | 128      | 2              |
| Rep. Ceca   | Sandra Záhlavová       | 136      | 3              |
| Russia      | Ekaterina Ivanova      | 168      | 4              |
| Ungheria    | Tímea Babos            | 190      | 5              |
| Italia      | Anna Floris            | 192      | 6              |
| Canada      | Heidi El Tabakh        | 200      | 7              |
| Georgia     | Margalita Chakhnašvili | 214      | 8              |

- Ranking al 29 agosto 2011.

### Altre partecipanti
Giocatrici che hanno ricevuto una wild card:
- Evelyn Mayr
- Tereza Mrdeža
- Federica Quercia
- Camilla Rosatello

Giocatrici che sono passate dalle qualificazioni:
- Federica di Sarra
- Simona Dobrá
- Diāna Marcinkēviča
- Agnese Zucchini

## Campionesse

### Singolare
Mona Barthel ha battuto in finale  Garbiñe Muguruza Blanco con il punteggio di 7–5, 6–2

### Doppio
Valentina Ivachnenko /  Marina Mel'nikova hanno battuto in finale  Tímea Babos /  Magda Linette con il punteggio di 6–4, 7–5